# 张彭祖
张彭祖（？—前59年），京兆尹杜縣（今陕西省西安市东南）人，西漢政治人物。酷吏張湯之孙，三朝重臣张安世的幼子，荫父爵担任中郎将侍中
。個性謹慎。經常於漢宣帝外出時陪乘
。

## 生平

### 出身
由於张安世哥哥张贺的兒子早死，張安世將张彭祖過繼給張賀，因此張彭祖成為掖庭令张贺的養子
。

### 與漢宣帝交好
张彭祖小时侯与在民间的汉武帝曾孙刘病已是同学。刘病已即位为汉宣帝後，元康二年（前64年），封張彭祖為關內侯，並親自安排他住在墳西鬥雞翁家的南面（宣帝年輕時遊玩過的地方）。元康三年（前63年）三月，宣帝以過去受張賀帮助為由，封张彭祖为阳都侯，食邑一千六百戶
。
元康四年（前62年）秋，張安世死亡，次子張延壽繼承爵位。張延壽已位列九卿，繼承侯爵以後，封國在陳留郡，另有封地在魏郡，租稅收入每年一千多萬。張延壽認為自己沒有功德，不能長久享受父親的封國，因此多次上書請求削減封地，又使張彭祖情辭懇切地當面陳述。宣帝認為有謙讓美德，於是改封平原郡，把封國封地並為一國，戶口照舊，但租稅減半
。

### 遭不實彈劾不下殿門
蓋寬饒彈劾陽都侯張彭祖過殿門不下車，並說張安世居位無補。實際上張彭祖當時下車了。由於不實彈劾大臣，蓋寬饒左遷衛司馬
。

### 書法成就
张彭祖工书，唐朝韦续《墨藪》列其行草于品上之下
。

### 死亡
神爵三年（前59年）张彭祖被小妾毒殺，爵位廢除
。

## 家族
- 张彭祖世系图